# Encyklopedia farmaceutyczna
Encyklopedia farmaceutyczna – dziesięciotomowa, polska encyklopedia medyczna wydana w latach 1936-1939 w Poznaniu . Encyklopedia nie została ukończona, przerwana została na literze D. Jej wydanie w 1939 przerwał wybuch II wojny światowej oraz śmierć redaktora naczelnego.

## Redakcja
Encyklopedię zredagował zespół redakcyjny pod kierownictwem Ludwika Rządkowskiego, który zgrupował w niej dane na temat mikrobiologii, substancji chemicznych, farmaceutycznych i drogeryjnych, środków spożywczych, wydzielin chorobowych, farb oraz artykułów fotograficznych. Zawartość ułożona została w porządku alfabetycznym z uwzględnieniem nazw ludowych i handlowych oraz naukowych terminów łacińskich .
Edycja została przerwana wybuchem wojny i aresztowaniem Ludwika Rządkowskiego przez gestapo oraz jego zamordowaniem przez niemieckich nazistów.

## Opis
Encyklopedia miała jedną edycję w latach 1936-1939. Wydana została w 10. tomach:
- T. 1, (A - Amonowy siarczek), 384 stron, ilustracje[1] ,
- T. 2, (Amonowy sulfoarsenian – Antyseptyk), 384 stron, ilustracje[2] ,
- T. 3,  384 stron, ilustracje[1] ,
- T. 4, (Anthyrium – Barowy sebacynian), 384 stron, ilustracje[3] ,
- T. 5, (Barowy siarczan – Borlint), 384 stron, ilustracje[3] ,
- T. 6, (Bormann’abłona – Carbactiv), 384 stron, ilustracje[4] ,
- T. 7, (Carbadal-chininum uricum), 384 stron, ilustracje[5] ,
- T. 8, (Chininum urinicum-codeine), 384 stron, ilustracje[6] ,
- T. 9, (Codeinum-cortex myricis), 384 stron, ilustracje[7] ,
- T. 10, (Cortex myricae nagi-dactylon), 384 stron, ilustracje, ostatni wydany tom[8] .